# Onthophagus zebra
Onthophagus zebra là một loài bọ cánh cứng trong họ Bọ hung (Scarabaeidae).